# Véronique Ataly
 (janvier 2024).
Si vous disposez d'ouvrages ou d'articles de référence ou si vous connaissez des sites web de qualité traitant du thème abordé ici, merci de compléter l'article en donnant les références utiles à sa vérifiabilité et en les liant à la section « Notes et références ».
Véronique Ataly est une actrice française.

## Biographie
Sa carrière débute au théâtre de la Salamandre, le théâtre National du Nord Pas de Calais en 1982, théâtre dirigé alors par Gildas Bourdet. Elle travaille pendant 10 ans dans les CDN et théâtres nationaux comme le TNS, le TGP, la Criée etc. Elle travaille avec Jacques Lasalle, Jean-Claude Fall, Patrick Haggiag, Yaêl Bacri etc. En même temps, elle commence une carrière au cinéma et à la télévision. Elle travaillera ensuite, pendant 8 ans comme scénariste et présentatrice d'émissions scientifiques.
À la télévision, Véronique Ataly a notamment été la présentatrice de Paris Lumière, le magazine culturelle de TV5 ainsi que l'émission Cassiopée , une série de 19 émissions mensuelles diffusées par France Supervision de septembre 1995 à décembre 1996 et consacrées aux sciences de l'univers. Jean-Pierre Luminet en a assuré la direction scientifique et la co-rédaction. Elle a aussi participé avec Jean-Pierre Luminet à l'écriture d'une série de 13 documentaires sur les Contes de l'Univers pour France 5 et d'un documentaire de création pour Arte : Les vagabondes du Ciel.
Elle revient au théâtre en 2004 avec une pièce les Rescapés du Divorce, co-écrite par elle et Colette Kraffe , jouée au petit Marigny. Puis elle travaille essentiellement avec Jean-Marie Lecoq sur un musical "Au bonheur des hommes et  sur des spectacles de cirque équestre. Elle retrouve Adel Akim au CDN  des quartiers d'Ivry grâce à  la Trilogie Calderon où elle joue dans deux spectacles : OUZ, avec le rôle principal "Grâce" et ORE...puis Laurence février au Lucernaire avec TABOU qui s'est joué plusieurs mois à guichet fermé...En 2020, elle a créé un seul en scène Olympe et Moi, autour d'Olympe de Gouges et des femmes aujourd'hui, un spectacle humoristique et humaniste sur les relations hommes femmes. Après avoir participé à la vie de l'AAFA, actrices acteurs associés de France,  elle vient de rejoindre le Comité d'administration de l'Adami où elle défend la création et les artistes. Sa dernière pièce à nouveau co-écrite avec Colette Kraffe : Carmen dans tous ses états est en cours de production...

## Filmographie

### Actrice
2024 le Danseur de Verre : Madeleine Guyot 
- 2022 : Esprit d'hiver (saison 1) : Geneviève
- 2017 : Zombillénium : investisseuse
- 2014 : Plus belle la vie (saison 10) : Geneviève Boileau
- 2014 : Meurtres au Pays basque, réal Eric Duret : directrice HP
- 2013 : Interdit d'enfants, réal Jacques Renard
- 2013 : Joséphine, ange gardien, Yasmina, réal Sylvie Ayme : Nadine
- 2013 : Section de recherches (saison 7 épisode 6) : Violette Vignac
- 2012 : Le monde à ses pieds, réal Christian Faure
- 2010 : Vidocq (épisode Le Masque et la Plume) : Mathilde
- 2008 : R.I.S Police scientifique (épisode Chasse à l'homme) : Mme Jacquemin
- 2008 : Paris, enquêtes criminelles (épisode Un cri dans la nuit) : Mme Fleury
- 2001-2002 : Commissariat Bastille : Françoise Duval
- 2000 : Julie Lescaut (épisode Destins croisés) : Madame Moulinier
- 2000 : Grand Oral : la femme membre du jury
- 1999 : Nag la bombe : la femme du client de Gisou
- 1999 : Ça commence aujourd'hui : Mrs. Lienard
- 1998 : Chez ma tante (téléfilm)
- 1996 : Les Frères Gravet : la femme d'André
- 1993 : L'Instit (épisode Concerto pour Guillaume) : l'assistante sociale
- 1991 : La Milliardaire (téléfilm)
- 1990 : Grand Beau (téléfilm) : Catherine
- 1986 : L'Été 36

### Scénariste
- 1999 : Vagabondes du ciel (documentaire Arte)
- 2000 : Les contes de L'univers (13 fois 13 min pour la 5)
- 2023 : L'Océan vu du Cœur (documentaire cinéma)

## Théâtre
Olympe et Moi , seule en scène de  Olympe de Gouges et  Patrick Mons Paris, Avignon, tournée Kosovo
- Ouz (premier rôle) et Ore, deux pièces de Gabriel Calderon (Théâtre des Quartiers d'Ivry)
- Tabou mes Laurence février - Lucernaire
- Au bonheur des hommes mes Jean-Marie Lecoq - Lucernaire
- Les Habitants à partir d’interview, mes Clémentine Yelnik (Théâtre 95)
- Ces intellos qui rejettent la démocratie de E Loew mes Philippe Crubezy A la Tempête
- Olympe monologue de et mis en scène de Jean-Marie Lecoq – Théâtre du Renard
- Le Comédien, de Sacha Guitry mes JD Laval – Théâtre Montensier
- La Forme d’une ville de Jacques Roubaud mes Olivier Cruveiller –Théâtre Aubervillers
- Les Rescapés du divorce, de Véronique Ataly mes Jacques Décombe – Petit Marigny
- La Spectatrice de J. Dragutin, mes Joël Dragutin (Théâtre 95)
- La Terreur et la pitié, de et mes Adel Hakim (TQI)
- Pamela ou l’honnête fille de Carlo Goldoni mes Yumi Fujimori théâtre de Vevey Suisse, tournée en France
- Vers Jona, de Henri Meschonnic, mes Patrick Haggiag (Théâtre 13)
- La Mauvaise, de et mes Catherine Zambon (Chartreuse, Villeneuve lez Avignon)
- La Misère du monde, de Pierre Bourdieu (Théâtre de la Tempête) mes Philippe Adrien
- Antigone de Robert Garnier (TGP Saint Denis) mes Yael Bacri
- Le Procès de Jeanne d'Arc, de Bertolt Brecht (TGP) mes Jean-Claude Fall
- La Facture, de Françoise Dorin (Bouffes Parisiens) mes Raymond Gérôme
- L'Ours d'Anton Tchekhov et Il faut qu’une porte soit ouverte ou fermée de Musset, mes Alain Chambon
- Le Fils de Christian Rullier mes François Rancillac (La Cigale)
- Voyage et mots a mots de Michel Leiris, mes Jean Dautremay (Avignon IN)
- La Clé, d'Eugène Labiche mes Jacques Lassalle (TNS et Chaillot)
- Hommage à Francis Ponge de Francis Ponge, mes Christian Rist ( Avignon IN)
- La Mouette, d'Anton Tchekhov traduit par Marguerite Duras, mes Jean-Claude Amyl (TBB)
- Vêtir ceux qui sont nus, de Luigi Pirandello, mes Jacques Rosner (TBB)
- Cacodemon roi de B. Chartreux, mes Alain Milianti (Théâtre National du Nord)
- Casimir et Caroline d'Ödön von Horváth, mes Hans Peter Cloos (Théâtre National du Nord)
- Les Bas-fonds, de Maxime Gorki, mes Gildas Bourdet (Théâtre National du Nord)

### Autrice
Carmen dans tous ses états ( en cours de production)
- La Vie en rose
- Les Rescapées du divorce (Théâtre Marigny, 2004)
- Les Contes de l’univers (Série de 13 documentaires, France 5, 2001)
- Les Vagabondes du ciel (Documentaire 90 min, Arte, 1999, production Agat Films)
- Cassiopée Création d’un magazine d’astronomie  (19 fois 52 min, France Supervision 1995-1996-1997)
- Paris lumière présentation du magazine culturel (TV5 1997)

### Mise en scène
- 2006/2009 : C’est quoi un homme de V. Ataly (Théâtre de la Reine Blanche, St Étienne, Poitiers, Nantes) avec la journaliste scientifique Marie-Odile Monchicourt

## Doublage
- 2024 : Ellian et le Sortilège : voix additionnelles